# Дмитровский сельский совет (Верхнеднепровский район)
Дмитровский сельский совет (укр. Дмитрівська сільська рада) — входит в состав
Верхнеднепровского района
Днепропетровской области
Украины.
Административный центр сельского совета находится в 
с. Дмитровка.

## Населённые пункты совета
- с. Дмитровка
- с. Дедово
- с. Доброгорское
- с. Кринички
- с. Кушнарёвка
- с. Марьяновка
- с. Мотроновка
- с. Новоанновка
- с. Посуньки
- с. Соколово